# 2011-es jordániai tüntetések
A 2011-es jordániai tüntetések azután robbantak ki, hogy a tunéziai felkelés január 14-én megbuktatta Zín el-Ábidín ben Ali elnök 23 éve tartó uralmát. Válaszul lemondott a kormány, de péntekenként ezt követően is az utcákra vonultak a reformokat követelő tömegek.

## Előzmények
Jordánia gazdasága 2011 elején még nem lábalt ki a válságból, amit tovább rontott az ország 2 milliárd dolláros deficitje. Az országban 2010-ben az infláció 1,5%-kal, 6,1%-ra emelkedett. A munkaképes lakosság 30%-a munkanélküli, a lakosság 25%-a pedig szegénységben él. A kormányzat által bevezetett regresszív adótábla szintén a szegényebb rétegeket sújtja. Ez azt jelenti, hogy a szegények jövedelmük nagyobb részét kötelesek közvetlen adóként befizetni. A parlament csupán kiszolgálja a végrehajtó hatalmat.

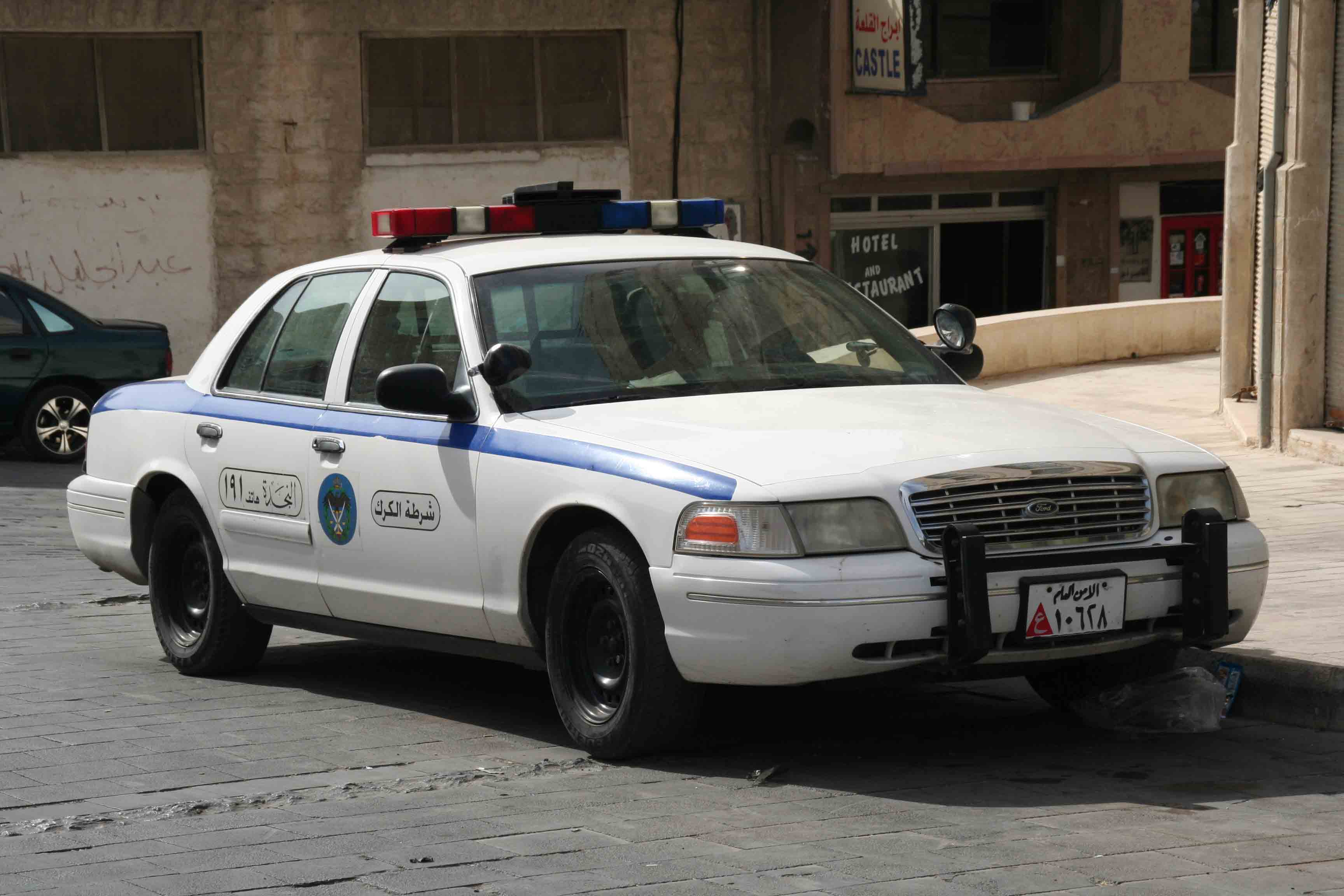
Jordániai rendőrautó

Jordánia egy modernkori rendőrállam. Már régóta zaklatták az újságírókat és az aktivistákat. 2010 augusztusban kiegészítették a büntető törvénykönyvet az információs rendszerekkel kapcsolatban elkövetett bűncselekményekkel, így megkísérelve szabályozni az internetet. A törvények a véleménynyilvánítás eddigi kötöttségeit az internetre is kiterjesztették. A jordániai hatóságok eljárásokat indítottak a békés másként gondolkodók ellen, és kormányellenes békés tüntetéseket is feloszlattak. Az Amnesty International szerint a jordániai titkosszolgálatok gyakran kínzással szerzik be a számukra szükséges beismerő vallomásokat. II. Abdulláh király az Amerikai Egyesült Államok és Izrael szövetségese. A tüntetések idejében egyre több iszlamista és világi szervezet, valamint visszavonult katonai vezetők is a király ellen fordultak. Mindegyikük mélyre ható és alapos politikai és gazdasági reformokat sürgetett.

## Tüntetések
A Muszlim Testvériség, Jordánia egyik legjelentősebb ellenzéki pártja arra szólította fel az ország lakosait, hogy január 26-án vonuljanak az utcákra. A hét további részében Samir Rifai miniszterelnök gazdaságpolitikája és az országban uralkodó politikai állapotok ellen emelték fel a szavukat.
Ali Habashnah, a reformokat támogató egyik visszavonult tábornok szerint a tüntetések már a beduin törzsek uralta vidéki területekre is átterjedtek. Ők már régóta a monarchia egyik alapjának számítottak. Ez az első alkalom, hogy a beduinok olyanokkal szövetkezzenek, akik változásokat akarnak.
Január 28-án, immár harmadik alkalommal vonultak az utcákra a pénteki ima után. Ekkor 3500 ember foglalta el az utcákat. A Muszlim Testvériség, a szakszervezetek, a kommunista és baloldali szervezetek képviselői mind Samir Rifai távozását követelték. Azt követelték, hogy a kormányzat állítsa meg az árak emelkedését, mérsékelje az inflációt, és tartsa kordában a munkanélküliséget. Január 28-án több ezren lepték el a főváros és több nagyváros utcáit. Mindenki azt kiabálta: „Változásokat akarunk!” Mivel a királyt nem lehet kritizálni, ezért a kormány került a középpontba. A tüntetők az élelmiszerek és az üzemanyagok magas ára miatt vonultak az utcákra, És mindenki a király által kinevezett miniszterelnök eltávolítását követelte.

## A kormány válasza
Február 1-jén a Palota bejelentette, hogy Abdullah király az utcai tüntetések hatására menesztette a kormányt, és Marouf al-Bakhitot, a hadsereg volt tábornokát nevezte ki az új kabinet élére. Abdullah azt mondta, hogy az új kormány feladata, hogy határozott, konkrét, célratörő lépésekkel átfogó politikai reformot indítson be. A reformok eredményeként Jordániában erős demokráciának kell kialakulnia. A király azt kérte al-Bakhittól, hogy "következetes lépésekkel ... javítsák ki a múlt hibáit". A nyilatkozatban az is szerepelt, hogy Abdullah felkéri a kormányt a politikai rendszert és a közjogokat szabályozó törvények mihamarabbi áttekintésére.

## A lakosság reakciója
Egy gazdasági és politikai elemző, Labib Kamhawi így jellemezte a helyzetet: "A maihoz hasonló lépések csak fokozzák a haragot, A nép azt képzeli majd, hogy nem veszik őket komolyan. Ezek csak kozmetikai változtatások. Nem a kormány alakítja ki a különféle politikákat. Az csak végrehajtja azokat. Ebből következik, hogy a kabinetben bekövetkezett változtatások semmit sem jelentenek."
Jordánia legerősebb ellenzéki szervezete, a Muszlim Testvériség csak kozmetikázásnak tekinti a változásokat. Hamza Mansour, a szervezet politikai szárnyának, az Iszlám Akciófrontnak a vezetője ezt mondta: „Elutasítjuk az új miniszterelnököt, és addig folytatjuk a tüntetéseket, míg meg nem hallgatják a követeléseinket."
A zavargások ellenére még mindig sokan támogatják a királyt. Tarek alMasri helyi ügyvéd a következőket mondta: „Megérintenek a szociális problémák, a gazdasági problémák, a politikai problémák, és értem, hogy a parlament nem képviseli a népet. Mindezek ellenére nem tudom elképzelni az országot a királyi család nélkül. Ők biztosítják az egyensúlyt a nép és a kormány között. Én bízom bennük."

## Február 18.
A kormány lemondását követően péntekenként rendszeressé váltak a tüntetések, amelyek a szabadság kiterjesztését és az élelmiszerek árának csökkentését követelték. Február 18-án a királyt támogató ellentüntetők a rendőrség beavatkozása nélkül összecsaptak az ellenzékiekkel, aminek során legalább nyolcan megsérültek.